# Liste der Monuments historiques in Nomain
Die Liste der Monuments historiques in Nomain führt die Monuments historiques in der französischen Gemeinde Nomain auf.

## Liste der Objekte
| Bezeichnung                                                                                 | Beschreibung                  | Standort                       | Kennzeichnung | Schutzstatus | Datum | Bild |
| ------------------------------------------------------------------------------------------- | ----------------------------- | ------------------------------ | ------------- | ------------ | ----- | ---- |
| Zwei Weihwasserbecken                                                                       | Stein,                        | in der Kirche St-Martin (Lage) | PM59002332    | Inscrit      | 1973  |      |
| Lüster                                                                                      | Glas, 19. Jahrhundert         | in der Kirche St-Martin (Lage) | PM59002321    | Inscrit      | 1973  |      |
| Skulptur des heiligen Eloi                                                                  | Holz, bemalt, 16. Jahrhundert | in der Kirche St-Martin (Lage) | PM59002324    | Inscrit      | 1973  |      |
| Skulptur des heiligen Antonius                                                              | Holz, bemalt, 16. Jahrhundert | in der Kirche St-Martin (Lage) | PM59002325    | Inscrit      | 1973  |      |
| Ölgemälde des heiligen Augustinus (gestohlen in der Nacht vom 24. auf den 25. Oktober 1984) | 17. Jahrhundert               | in der Kirche St-Martin (Lage) | PM59001109    | Classé       | 1975  |      |
| Martinsaltar mit Retabel                                                                    | Holz, 19. Jahrhundert         | in der Kirche St-Martin (Lage) | PM59002323    | Inscrit      | 1973  |      |
| Kommunionbank                                                                               | Holz, 1856                    | in der Kirche St-Martin (Lage) | PM59002326    | Inscrit      | 1973  |      |
| Retabel des Hauptaltars                                                                     | Holz, 1853                    | in der Kirche St-Martin (Lage) | PM59002320    | Inscrit      | 1973  |      |
| Kanzel                                                                                      | Holz, 18./19. Jahrhundert     | in der Kirche St-Martin (Lage) | PM59002328    | Inscrit      | 1973  |      |
| Gemälde Herz Jesu                                                                           | 17. Jahrhundert               | in der Kirche St-Martin (Lage) | PM59002329    | Inscrit      | 1973  |      |
| Weihwasserkännchen                                                                          | Zinn, 19. Jahrhundert         | in der Kirche St-Martin (Lage) | PM59002331    | Inscrit      | 1973  |      |
| Ölgemälde des heiligen Gregor (gestohlen in der Nacht vom 24. auf den 25. Oktober 1984)     | 17. Jahrhundert               | in der Kirche St-Martin (Lage) | PM59001108    | Classé       | 1975  |      |
| Hauptaltar                                                                                  | Holz, 19. Jahrhundert         | in der Kirche St-Martin (Lage) | PM59002319    | Inscrit      | 1973  |      |
| Marienaltar mit Tabernakel                                                                  | Holz, bemalt, 19. Jahrhundert | in der Kirche St-Martin (Lage) | PM59002322    | Inscrit      | 1973  |      |
| Zwei Beichtstühle                                                                           | Holz, 1743                    | in der Kirche St-Martin (Lage) | PM59002327    | Inscrit      | 1973  |      |
| Gemälde Taufe Christi                                                                       | 17. Jahrhundert               | in der Kirche St-Martin (Lage) | PM59002330    | Inscrit      | 1973  |      |